# Batalla d'Atapuerca
La batalla d'Atapuerca va ocórrer l'1 de setembre de 1054 en la plana enfront de la serra d'Atapuerca (Burgos) entre Ferran I, rei de Lleó i comte de Castella, i el seu germà García Sánchez III «el de Nájera», rei de Pamplona, fills tots dos de Sanç III el Major.

## Antecedents
Arran de la mort del jove comte Garcia Sanxes de Castella a Lleó al 1028, Sanç el Major va ocupar el Comtat de Castella i la seva part a Àlaba en nom de la seva esposa, però amb intenció de mantenir-ho en l'herència per dotar a Ferran. A la seva mort al 1035 Sanç va dividir els seus dominis entre els seus fills: Garcia Sanxes III va heretar el regne patrimonial de Pamplona, més Àlaba i pràcticament la meitat del Comtat de Castella: Montes d'Oca, La Bureba, Trasmiera i Las Merindades, entre altres territoris. Ferran, que venia ostentant la dignitat comtal ja en vida del seu pare Sanç, rebria un minvat Comtat de Castella. A dos anys d'heretar el jove rei de Lleó, refugiat fins a la mort de Sanç III a les marques de Galícia, va intentar recuperar territoris del Cea annexionats pel seu cunyat castellà i una mica del prestigi perdut i es va mobilitzar contra Ferran. Aquest, en inferioritat de forces va demanar ajuda al seu germà a Pamplona per resistir al rei Bermund a canvi de bones prebendes als territoris fronterers d'Àlaba i Castella Vella. La mort en campanya de Bermund després de caure desmuntat en el camp de batalla de Tamarón transformaria l'statu quo entre germans, passant Ferran a ser rei Juri uxoris per la seva esposa Sança i coronats en Lleó al 1038. Ferran, 17 anys després de fer-se amb la corona de Lleó, es va enfrontar al seu germà Garcia per recuperar aquests territoris.
La Crònica Silense, escrita unes dècades més tard, relaten que el rei Garcia va enemistar al seu germà Ferran quan aquest li va visitar en Nájera durant la seva malaltia. Reposat del seu estat i penedit, Garcia va retornar la visita a Ferran per fer les paus i disculpar-se. Ferran no només no ho va acceptar sinó que el va encadenar i el va tancar en una torrassa de terres del Cea. Quan Garcia va poder escapar, va declarar la guerra contra Lleó i va rebutjar ja totes les ambaixades oficials. Garcia va demanar ajuda al seu germà Ramir I d'Aragó, bailío a Aragó i alguns moros de taifas parentes.
Segons la Crònica Compostelana, el rei Garcia va ofendre a un dels seus nobles, Sanç Fortún, la qual cosa va empènyer a aquest a trair-lo. No obstant això l'autoria de la Compostelana tenia obvis interessos a favor de Ferran. Aquest Fortún havia estat institutor de Garcia des del seu naixement i ho volia com al seu propi fill havent caigut en combat al costat d'ell.
La Crònica de Nájera l'atribueix a mort traïdorenca durant el combat, a les mans de parents del difunt monarca lleonès Bermudo, els quals van desacatar les ordres de Fernando de no intervenir en lliça contra García sinó forçar la seva captura viu.
A la mort del seu rei, els navarresos van guardar camp durant la nit i vigília per portar-li en processó fúnebre al panteó recentment edificat per ell mateix en Nájera. Ferran mateix va acudir al costat de la capella ardent del seu germà i a la proclamació i jura del seu nebot Sanç, encara adolescent, com a nou rei de Navarra, al que va prometre guardar sota la seva protecció com a rei imperant a Hispània. Es va concertar la recuperació de territoris castellà-alabesos i la frontera de tots dos regnes en línia amb l'Ebre des del camí de Sant Sant Jaume a Logronyo com a terme de pau.
Les fonts en comú acorden que va haver seriosos greuges personals entre els monarques fraterns encara que per als seus cortesans més reunits aquests tinguessin també interessos de fons quant a possessions i jurisdiccions limítrofes a dilucidar més clarament, en uns territoris que fins avui i potser des de molt abans de la conquesta de la península pels àrabs, es van mantenir entre l'àmbit navarrès i l'altiplà central una separació bastant difuminada i imprecisa en l'alt Ebre i que es marquessin així i amb variades alternances per més segles i encara fins als dies d'avui entre la identitat cultural i esferes de poder castellanes i navarreses.

## Conseqüències
El monarca pamplonés va resultar ferit de mort per un noble castellà, morint en els braços de Sant Íñigo. Fernando I es va annexionar la comarca per al seu regne, que era en aquest moment territori pamplonés. En el mateix camp de batalla es va nomenar rei de Pamplona al fill del difunt García, Sanç Garcés IV, després d'haver retut homenatge a Ferran I.
Després de la batalla, Diego Flaínez, pare del Cid, reconquesta cap a 1055 els castells, llavors pamploneses, de La Piedra i de Úrbel del Castell que tancaven el pas a través de la vall de l'alt Urbel.

## Commemoració
La representació històrica de la batalla d'Atapuerca se celebra des de l'any 1996, està declarada Festa d'Interès Turístic de Castella i Lleó i distingida com a Millor Iniciativa de Desenvolupament Local de Castella i Léon. Compte també amb els Premis Tamarón Cultura, Atapuerca Cultura i Atapuerca Turisme, atorgats per l'Ajuntament de la localitat. Forma part de l'Associació Espanyola de Festes i Recreacions Històriques i de la Confederació Europea de Festes i Manifestacions Històriques. Se celebra el penúltim diumenge del mes d'agost i és l'acte central al voltant del com es desenvolupen diversos actes durant tot el cap de setmana, se celebra a l'aire lliure, en el vessant de l'Església de Sant Martín, de la localitat d'Atapuerca, és de caràcter gratuït i està destinada a tot tipus de públics. Els actes comencen uns dies abans, amb la desfilada de les tropes del rei Ferran I pels carrers del centre històric de la ciutat de Burgos. La nit anterior a la contesa té lloc en la localitat d'Atapuerca la rebuda al rei Ferran I, un concert i el lliurament del Premi Nacional Batalla d'Atapuerca.